# Cerecloth
Cerecloth è il settimo album in studio del gruppo musicale black metal svedese Naglfar, pubblicato nel 2020 dalla Century Media Records.

## Tracce
Testi e musiche di Naglfar.
1. Cerecloth – 4:05
2. Horns – 4:38
3. Like Poison for the Soul – 6:31
4. Vortex of Negativity – 5:02
5. Cry of the Serafim – 4:25
6. The Dagger in Creation – 5:07
7. A Sanguine Tide Unleashed – 3:54
8. Necronaut – 3:29
9. Last Breath of Yggdrasil – 6:30

## Formazione
- Andreas Nilsson – chitarra
- Kristoffer Olivius – voce
- Marcus Norman – chitarra, basso, tastiere